# Beige
Beige er en farve. Den er nærmest lys gråbrun, ligesom et glas mælk med meget lidt kaffe i. Nogle beklædningsgenstande kan være beige, f.eks. bukser.